# Mahani Teave
Mahani Teave (Hawaii, 14 de febrer de 1983) és una pianista estatunidenca. De pare natural de l'Illa de Pasqua (Xile) i mare estatunidenca, va viure a l'illa fins als 9 anys. Allí va començar els seus estudis musicals, fins al 1992, quan va conèixer el també pianista xilè Roberto Bravo i va passar a ser-ne l'alumna privilegiada. Més tard han actuat junts a diferents concerts. A partir de setembre de 2008 Mahani continuà els seus estudis de piano a Alemanya, amb una beca de la Fundació Konrad Adenauer.
El 1999 va ser la màxima guanyadora del Concurs Nacional i Internacional "Claudio Arrau". El 2001 guanyà el 1r Premi (categoria A) al Concurs Internacional de Piano "Ciutat de Palmanyola" (Palma, Illes Balears). L'any 2004 va guanyar el Concerto Competition de la Cleveland Institute of Music. L'any 2007, amb 24 anys, va ser escollida pel diari El Mercurio i la Fundación Mujeres Empresarias, com una de les 100 dones xilenes més destacades. El 2008, Mahani fou distinguida amb el Premi Apes.
Ha fet recitals especialment a Alemanya, Argentina, Xile, Equador, Espanya, Estats Units, Japó i Mèxic. I ha tocat com a solista amb diverses orquestres xilenes i americanes: l'Orquestra Simfònica de Xile, l'Orquestra Simfònica de Concepción, l'Orquestra de Cambra de Valdivia, l'Orquestra Filharmònica de Temuco, la Simfònica Juvenil de San Jaime i la Simfònica de Cleveland Institute of Music.
L'any 2012 va contribuir a crear l'ONG Toki, que va promoure el recapte de fons per a construir la primera escola de música a l'illa de Pasqua. La Escuela de Música y de las Artes de Rapa Nui va ser oficialment inaugurada sis anys més tard, i l'edifici que l'hostatja ha obtingut el Premio Nacional de Medioambiente 2015.